# Gwarancje Kultury TVP Kultura
Gwarancje Kultury TVP Kultura – doroczne nagrody przyznawane przez telewizję TVP Kultura.
Laureaci:

## 1 edycja – za rok 2005
Nagrody za rok 2005 przyznano 22 kwietnia 2006.
- Literatura – Dariusz Foks i Zbigniew Libera za książkę „Co robi łączniczka”.
- Muzyka – Jazz, rock i inne – Włodek Pawlik za płytę „Anhelli”
- Muzyka poważna – orkiestra Arte dei Suonatori.
- Film – Andrzej Barański za film „Parę osób, mały czas”.
- Teatr – Krzysztof Warlikowski za reżyserię spektaklu „Krum”.
- Sztuki wizualne – Grupa Sędzia Główny.
- Wydarzenie roku – Rafał Blechacz za zwycięstwo w Festiwalu Chopinowskim

## 2 edycja – za rok 2006
Nagrody za rok 2006 przyznano 22 kwietnia 2007.
- Literatura – Wiesław Myśliwski za książkę „Traktat o łuskaniu fasoli”.
- Muzyka – Jazz, rock i inne – The Cracow Klezmer Band.
- Muzyka poważna – Agata Szymczewska, skrzypaczka.
- Film – Wojciech Kasperski za dokument „Nasiona”.
- Teatr – Marek Fiedor za reżyserię spektaklu „Baal” w Teatrze im. Kochanowskiego w Opolu.
- Kultura dla Dzieci i Młodzieży – Józef Wilkoń za wystawę „Arkę Wilkonia” w warszawskiej Galerii Zachęta.
- Kultura alternatywna i sztuki wizualne – Monika Sosnowska.
- Wydarzenie roku – Tomasz Stańko za płytę „Lontano” i trasę koncertową jej towarzyszącą.
- Nagroda Widzów – Joanna Kos-Krauze i Krzysztof Krauze za film „Plac Zbawiciela”.

## 3 edycja – za rok 2007
Nagrody za rok 2007 przyznano 26 kwietnia 2008.
- Literatura – Jarosław Marek Rymkiewicz za książkę „Wieszanie”.
- Muzyka – Jazz, rock i inne – Maciej Obara za płytę „Message from Ohayo”.
- Muzyka poważna – Paweł Mykietyn.
- Film – Tomasz Wiśniewski za film „Wszystko będzie dobrze”.
- Teatr – Piotr Cieplak za reżyserię przedstawienia „Opowiadania dla dzieci według Singera” w Teatrze Narodowym w Warszawie.
- Kultura Alternatywna i Sztuki Wizualne – Artur Żmijewski.
- Osiągnięcia w twórczym rozwoju Dzieci i Młodzieży – „Antologia polskiej animacji dla dzieci” – wydana przez Polskie Wydawnictwa Audiowizualne.
- Nagroda Widzów – koncert „Wyspiański Underground” zrealizowany w Teatrze Łaźnia Nowa w Krakowie.

## 4 edycja – za rok 2008
Nagrody za rok 2008 przyznano 25 kwietnia 2009.
- Literatura – Andrzej Bart za książkę „Fabryka muchołapek”.
- Muzyka – Jazz, rock i inne – zespół Lao Che za płytę „Gospel”.
- Muzyka poważna – Ewa Michnik i zespół Opery Wrocławskiej.
- Film – Małgorzata Szumowska za „33 sceny z życia”.
- Teatr – zespół aktorski Starego Teatru za przedstawienie „Factory 2”.
- Kultura Alternatywna i Sztuki Audiowizualne – Wilhelm Sasnal za wystawę „Lata walki” w warszawskiej Galerii Zachęta.
- Osiągnięcia w twórczym rozwoju Dzieci i Młodzieży – Zofia Dubowska-Grynberg za książkę „Zachęta do sztuki”.
- Nagroda Widzów – Krzysztof Urbański, lider jazzowej formacji Mid West Quartet.

## 5 edycja – za rok 2009
Nagrody za rok 2009 przyznano 22 kwietnia 2010.
- Literatura – Dariusz Czaja za książkę „Lekcje Ciemności”.
- Muzyka – Jazz, rock i inne – Mateusz Kołakowski za płytę Mateusz Kołakowski & Dave Liebman „Live at Jazz Standard”.
- Muzyka poważna – Marcin Zdunik.
- Film – Bartek Konopka za reżyserię filmu „Królik po berlińsku”.
- Teatr – Karolina Gruszka za popis aktorski w przedstawieniu „Lipiec” Iwana Wyrypajewa w Teatrze na Woli w Warszawie.
- Sztuki wizualne – Jakub Julian Ziółkowski.
- Osiągnięcia w twórczym rozwoju Dzieci i Młodzieży – Czasopismo Czarodziejska Kura.
- Honorowa Gwarancja Kultury – pośmiertnie Tomasz Merta, podsekretarz stanu w Ministerstwie Kultury i Dziedzictwa Narodowego. Statuetkę odebrała jego żona Magdalena Merta.
- Honorowa Gwarancja Kultury – Mariusz Wilczyński, autor oprawy TVP Kultura, za nadanie charakteru antenie.
- Gwarancja Widzów – program „Informacje kulturalne” emitowany w TVP Kultura.

## 6 edycja – za rok 2010
Nagrody za rok 2010 przyznano 16 kwietnia 2011.
- Literatura – Radosław Kobierski za książkę „Ziemię Nod”.
- Muzyka – Jazz, rock i inne – zespół L.Stadt za album „El.P”.
- Muzyka poważna – Aleksander Nowak za koncert fortepianowy i operę „Sudden Rain”.
- Film – Paweł Sala za film „Matka Teresa od kotów”.
- Teatr – Wojciech Kościelniak i zespół Teatru Muzycznego im. Danuty Baduszkowej w Gdyni za musical „Lalka” – adaptację powieści Bolesława Prusa w reżyserii Wojciecha Kościelniaka.
- Sztuki wizualne – grupa Penerstwo.
- Osiągnięcia w twórczym rozwoju Dzieci i Młodzieży – Marta Lipczyńska-Gil z pisma i wortalu Ryms.
- Nowa nadzieja – stypendium dla najbardziej obiecującego twórcy młodego pokolenia – Kuba Czekaj.

## 7 edycja – za rok 2011
Nagrody za rok 2011 przyznano 24 kwietnia 2012.
- Literatura – Andrzej Stasiuk za zbiór opowiadań „Grochów”.
- Muzyka – Jazz, rock i inne – zespół Ballady i Romanse – za inspirowany m.in. twórczością Czesława Miłosza album „Zapomnij”.
- Muzyka poważna – Aleksandra Kurzak, śpiewaczka operowa – za płytę „Gioia”.
- Film – Paweł Kloc za film „Kołysanka z Phnom Penh”.
- Teatr – Janusz Opryński – za adaptację „Braci Karamazow” w Teatrze Provisorium w Lublinie.
- Sztuki wizualne – Anda Rottenberg – za berlińską ekspozycję „Obok. Polska-Niemcy. 1000 lat historii w sztuce”.
- Menedżer kultury – Artur Rojek – za Off Festival w Katowicach.
- Wydarzenie w sieci – Projekt Warszawiak oraz twórcy teledysku „Nie ma cwaniaka na warszawiaka”, Krzysztof Skonieczny i Marcin Starzecki.
- Supergwarancja za wydarzenie roku – Danuta Wałęsa za książkę „Marzenia i tajemnice”.

## 8 edycja – za rok 2012
opracowano na podstawie strony www Telewizji Polskiej
Nagrody za rok 2012 przyznano 13 kwietnia 2013.
- Literatura – Joanna Bator za powieść „Ciemno, prawie noc”.
- Muzyka – Jazz, rock i inne – Bartłomiej Wąsik – za aranżację utworów na płycie "Nowa Warszawa".
- Muzyka poważna – Piotr Beczała, tenor operowy – a konsekwentne budowanie repertuaru, sukcesy na scenach operowych świata oraz za udany początek współpracy fonograficznej z wytwórnią płytową Deutsche Grammophon.
- Film – Bartłomiej Topa za stworzenie postaci bohatera naszych czasów w filmie "Drogówka".
- Teatr – Kornel Mondruczó i zespół aktorski TR Warszawa – za zespołową kreację w przedstawieniu "Nietoperz".
- Sztuki wizualne – Zbigniew Libera – za wystawę "Nowe historie" w Galerii Raster
- Menedżer kultury – Violetta Łabanow, prezeska Fundacji „Muzyka jest dla wszystkich” – za realizację edukacyjnego projektu "Smykofonia"
- Kultura w sieci – Otwarta Zachęta – za portal demonstrujący jak publiczna instytucja kultury może udostępnić w sieci swoje zasoby, dzielić się kulturą i traktować odbiorcę wirtualnego na równi z realnym.
- Supergwarancje:
  - Esa-Pekka Salonen, dyrygent – za wytrwałe promowanie muzyki Witolda Lutosławskiego na estradach świata oraz w nagraniach płytowych.
  - Krzysztof Penderecki, polski muzyk współczesny – za odwagę w przekraczaniu granic muzycznych konwencji, za budowanie nowych mostów z wielowiekową tradycją muzyczną, i za niezmienną otwartość na eksperymenty i artystyczne poszukiwania.

## 9 edycja – za rok 2013
opracowano na podstawie strony www Telewizji Polskiej
Nagrody za rok 2013 przyznano 11 kwietnia 2014.
- Literatura – Małgorzata Rejmer za książkę „Bukareszt. Kurz i krew”.
- Teatr – Paweł Demirski i Monika Strzępka – za spektakl „Bitwa warszawska 1920” w Starym Teatrze w Krakowie.
- Film – Joanna Kos-Krauze, Krzysztof Krauze, Zbigniew Waleryś – za film „Papusza”
- Muzyka poważna: Mariusz Kwiecień – za występ w „Eugeniuszu Onieginie” na otwarcie sezonu 2013/2014 w Metropolitan Opera w Nowym Jorku.
- Muzyka – Jazz, rock i inne: Dominik Wania – za płytę „Ravel.
- Sztuki wizualne – Slavs and Tatars – za wskrzeszenie we współczesnej sztuce idei twórczego kolektywu.
- Menedżer kultury: Monika Sznajderman – za prace wydawniczą.
- Kultura w sieci – Dwutygodnik.com – portal wybrany głosami internautów – za prowadzenie internetowego czasopisma, dostarczającego opiniotwórczych tekstów i znoszącego sztuczny podział na kulturę wysoką i popularną.

- Supergwarancje:
  - Andrzej Wajda – za odwagę w artystycznym zmierzeniu się z legendą Lecha Wałęsy w filmie „Wałęsa. Człowiek z nadziei”. 
  - Martin Scorsese – za przeprowadzoną z wielkim rozmachem akcję „Martin Scorsese przedstawia arcydzieła polskiego kina”, promującą najważniejsze polskie filmy w Stanach Zjednoczonych, a zarazem polską kulturę i sztukę.

## 10 edycja – za rok 2014
Nagrody za rok 2014 przyznano 25 kwietnia 2015.
- Literatura – Olga Tokarczuk – „Księgi Jakubowe”
- Film – Małgorzata Szumowska – „Body/Ciało”
- Teatr – Zespół Aktorski Teatru Polskiego we Wrocławiu
- Muzyka poważna – Mariusz Treliński i Boris Kudlička
- Muzyka – Jazz, rock i inne – Artur Rojek
- Sztuki wizualne – Magdalena Moskwa
- Kultura w sieci – Culture.pl
- Menedżer kultury – Joanna Wnuk-Nazarowa
- Supergwarancje – Krystian Lupa i Peter Gelb